# 스타 (드라마)
《스타》는 1997년 7월 28일부터 1997년 8월 26일까지 방송했던 KBS 2TV 월화 드라마로 방송가 젊은이들의 사랑과 우정을 다뤘다.
그러나 주요 배우들 섭외 문제로 어려움을 겪어 온 것도 있었지만 일그러진 형제 관계를 묘사하여 비판을 받았고 인기 가수들에게 주연을 맡기는 한편 매주 가수들을 특별 출연시켜 비난을 샀으며 이 과정에서 97년 최악의 드라마 5위에 선정되는 불명예를 안아야 했다.
그 탓인지 10%대에 머무르는 비교적 낮은 시청률을 기록하였으며 결국 예정되었던 14부작 형식과는 전혀 다르게 10부작까지 방송하고 조기 종영되었다.

## 방송 시간
| 방송 채널 | 방송 기간                         |
| --------- | --------------------------------- |
| KBS 2TV   | 1997년 7월 28일 ~ 1997년 8월 26일 |

## 제작진

### 극본
- 진수완

### 연출
- 최길규
- 표민수

## 등장 인물
- 김호진 : 김영빈 역 - 케이블TV 어린이 채널 FD
- 엄정화 : 선수민 역 - 매니저와의 갈등, 오만불손한 태도 등으로 전속 모델 자리를 은영에게 빼앗기지만 결국 이미지 변신에 성공함
- 이훈 : 민도현 역 - 야비한 방법으로 정상에 올랐다가 비밀이 파헤쳐져 몰락하는 역할
- 권이지 : 채은영 역 - 나레이터 모델 출신으로 정상에 오르지만 과거의 어두운 그림자가 밝혀지면서 타락의 길을 걷게 되는 역할
- 차태현 : 정진영 역 - 재수생 백댄서
- 김장훈 : 사강 역 - 천재적 능력을 가진 가수이자 도현의 이복형
- 김은정 : 정미 역
- 박재현 : 준수 역
- 천호진
- 노현희
- 최란
- 김덕현
- 김정균
- 김정하
- 김하균
- 임지은
- 정혜선
- 안해숙
- 이희도
- 강경헌
- 윤지숙
- 이상인
- 이은주
- 이칸희
- 박철
- 정휘석
- 김동수
- 최병학
- 김현균
- H.O.T.
- 김보경
- 김준수
- 김지남
- 김서형
- 신소미
- 구자미
- 권현영 : 세란 역
- 박현정
- 이종상 : 선수민 아들 역

## 참고 사항
- 당초 이훈, 김호진, 김지수, 김지호, 전도연 등이 출연으로 거론됐는데 민도현 역은 김민종, 사강 역은 신해철이 물망에 올랐으나[4] 이들이 영화나 앨범 준비 중인 데 이어 일주일 내내 촬영스케줄이 빡빡하고 하루도 시간을 낼 수 없다는 이유로 출연을 고사한 바 있었다.
- 결국 이훈이 민도현, 김장훈이 사강 역으로 낙점됐으며 이 과정에서 김호진(김영빈), 엄정화(선수민), 정준(정진영)이 캐스팅됐다[5].
- 하지만 채은영 역의 배우 섭외로 문제를 썩였는데 당초 김지수, 김지호, 전도연 등 인기 스타들이 물망에 올랐지만 이들 또한 1주일 내내 촬영 스케줄이 빡빡하고 하루도 시간을 낼 수 없다는 이유로 출연을 고사한 바 있었다.
- 결국 KBS 공채 탤런트 출신 권이지가 대타로 들어갔으며 이 과정에서 영화 스케줄로 바빴던 정준은 출연을 포기했고 정준 자리에는 KBS 공채 탤런트 출신 차태현이 대신했다.
- 이런 혼란 탓인지 앞에서 언급한 것처럼 시청률이 10%대에 머물렀으며 결국 14부작에서 10부작으로 조기 종영되는 수모를 당했다.